# Gor'kovskij rajon
Il Gor'kovskij rajon (in russo Горьковский район?) è un rajon dell'Oblast' di Omsk, nella Russia asiatica; il capoluogo è Gor'kovskoe. Istituito nel 1924, ricopre una superficie di 3.000 chilometri quadrati e consta di una popolazione di circa 23.000 abitanti.